# 埼玉県立和光南特別支援学校
埼玉県立和光南特別支援学校（さいたまけんりつ わこうみなみとくべつしえんがっこう）は、埼玉県和光市広沢にある公立特別支援学校。

## 学部
- 小学部
- 中学部
- 高等部

## 沿革
- 1977年（昭和52年）4月 - 埼玉県立和光南養護学校が開校
- 1979年（昭和54年）4月 - 高等部開設
- 1982年（昭和57年）3月 - 体育館完成
- 2009年（平成21年）4月 - 埼玉県立和光南特別支援学校と改称

## 通学区域
．和光市
．朝霞市
．戸田市(高等部を除く)
．新座市の中学校区の一部

## 交通アクセス
・東武東上線、東京メトロ有楽町線、副都心線和光市駅南口から徒歩25分
・和光市駅南口から東武バス司法研修所行き、西大和団地行き「西大和団地」から徒歩10分